# Чапко Сергій Сергійович
Сергій Сергійович Чапко (нар. 24 січня 1988, Ковель, Волинська область, УРСР) — український футболіст, півзахисник.

## Клубна кар'єра
Вихованець луцької «Волині». У сезоні 2003/04 років відправився в оренду до «Ікви». Дебютував на професіональному рівні 23 травня 2004 року в програному (0:1) виїзному поєдинку 26-о туру групи А Другої ліги проти київського «Динамо-3». Сергій вийшов на поле в стартовому складі, а на 80-й хвилині його замінив Євген Тімуш. Той матч вивився єдиним для Чапка у футболці «Ікви». По завершенні сезону повернувся до «Волині», проте у футболці «хрестоносців» виступав виключно за дублюючий склад (9 матчів). У 2005 році приєднався до складу «Металурга», проте у футболці донецького колективу протягом двох з половиною сезонів виступав виключно за дублюючий склад (43 матчі, 6 голів). Під час зимової перерви сезону 2007/08 років залишив «Металург» та приєднався до «Львова». У складі «городян» дограв сезон до завершення (13 поєдинків). Того ж року провів 1 поєдинок у футболці аматорського клубу «Княжа» (Добромиль). Потім виступав за клуби Першої ліги України «Закарпаття» (Ужгород) та «Енергетик» (Бурштин).
У середині лютого 2010 року виїхав до Польщі, де підписав контракт з клубом Першої ліги «Флота» (Свіноуйсьце). Проте закріпитися в команді не зумів, зіграв 2 матчі в польській першості, після чого залишив команду. Першу частину сезону 2010/11 років провів у друголіговому польському клубі «Мотор» (Люблін). Зіграв 6 матчів у польському чемпіонаті, а під час зимової перерви переїхав до Молдови. Там гравець уклав контракт з клубом вищого дивізіону «Олімпія» (Бєльці). В еліті молдовського футболу зіграв 5 матчів, також допоміг своєму клубу вийти до фіналу кубку Молдови.
У 2011 році повернувся до України, де протягом сезону виступав за ФК «Львів» та «Енергетик» (Бурштин). У 2012 році повернувся до Ковеля, відіграв один сезон за місцевий футзальний клуб «Аперкот». Наступного сезону приєднався до «Ковель-Волині», в якому виступав до завершення сезону 2016/17 років.

## Кар'єра в збірній
Викликався до юнацьких збірних України U-17 та U-18.

## Досягнення
- Кубок Молдови
  -  Фіналіст (1): 2010/11